# لويس ستيفنز (مبارز بالسيف)
لويس ستيفنز (بالإسبانية: Luis Stephens)‏ هو مبارز بالسيف مكسيكي، ولد في 21 مايو 1938.

## وصلات خارجية
- لويس ستيفنز على موقع أوليمبيديا (الإنجليزية)